# Otava

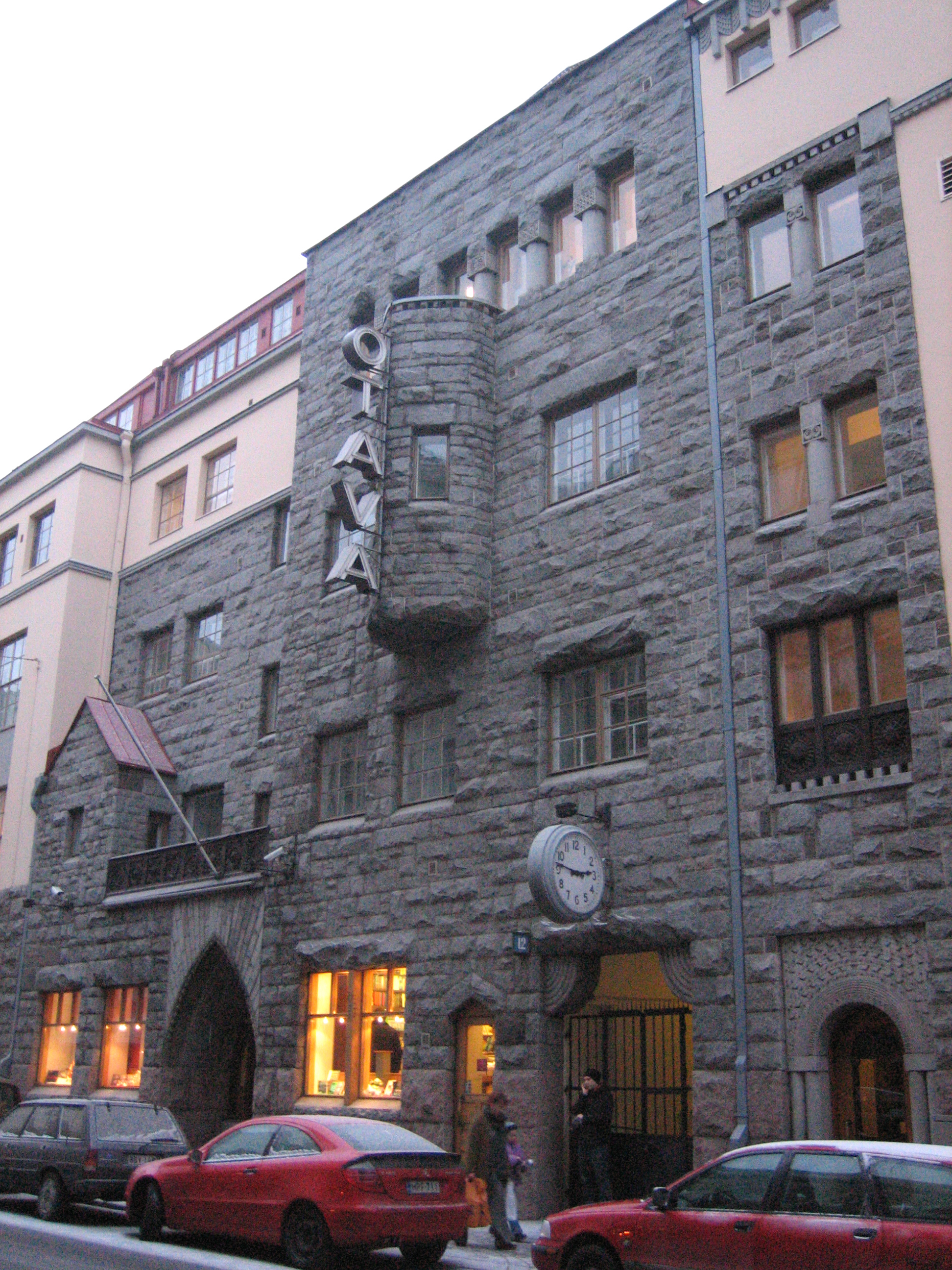
Kontor i jugendstil i centrala Helsingfors.

Förlagsaktiebolaget Otava (Kustannusosakeyhtiö Otava) är ett finländskt bokförlag som grundades av Eliel Aspelin-Haapkylä och Hannes Gebhard i Helsingfors 1890. Förlaget hör till Otava koncernen (Otava Oy). 
Förlaget är inriktat på skönlitteratur, facklitteratur och läromedel. I samarbete med Werner Söderström Oy startade Otava den mellan 1906 och 1924 verksamma Tietosanakirja Oy samt 1934 Yhtyneet Kuvalehdet Oy.
Otava har utgivit uppslagsverken Iso Tietosanakirja (15 bd, 1931-39), Otavan Iso Tietosanakirja (10 bd, 1960-65), Fokus (5 bd, 1963-66).
Otava är det finska namnet på Karlavagnen.